# Els Omells de na Gaia
Els Omells de na Gaia – gmina w Hiszpanii, w prowincji Lleida, w Katalonii, o powierzchni 13,18 km². W 2011 roku gmina liczyła 151 mieszkańców.